# 村橋直樹
村橋 直樹（むらはし なおき、1979年 - ）は、NHKのディレクター、映画監督。NHK制作局・チーフディレクター。NHK職員。

## 来歴
愛知県出身。制作会社にてドキュメンタリーから、バラエティ、音楽、スポーツ、超能力番組まで、幅広くテレビ番組の演出、プロデュースを手掛けた後、2010年にNHK入局。2013年にドラマ制作へ転じ、以降、一貫してテレビドラマの演出を手掛けている。
2018年に『透明なゆりかご』、翌2019年には『サギデカ』で文化庁芸術祭大賞を受賞。
2020年には『エキストロ』ではじめての映画監督を務め、フランス・リヨンのOn Vous Ment, Fake documentary film festival（フェイク・ドキュメンタリー専門の映画祭）で、アジア圏の作品としては初めて、the Colin McKenzie prize of the best fake documentary（最高賞）に選ばれた。
一方で、大河ドラマも数多く手掛けるなど、ジャンルにとらわれない作風で知られる。

## 主な作品

### 映画
- エキストロ（2020年） - 監督・編集

### テレビドラマ
- 狸な家族（2013年） - 演出 ※東京テレビドラマアウォード ローカルドラマ賞
- まれ（2015年）- 演出
- 嫌な女（2016年）- 演出
- おんな城主 直虎（2017年） - 演出
- デッドフレイ〜青い殺意〜（2018年） - 演出
- 透明なゆりかご（2018年） - 演出 ※文化庁芸術祭大賞・ATP賞グランプリ・放送文化基金賞奨励賞
- サギデカ（2019年） - 演出 ※文化庁芸術祭大賞
- 伝説のお母さん（2020年） - 演出[3]
- 青天を衝け （2021年）- 演出[4]
- どうする家康 （2023年） - 演出
- ばけばけ（2025年放送予定） - 演出

## 関連文献
- “『エキストロ』村橋直樹監督インタビュー”. 2020年4月12日閲覧。
- “伝説のお母さん　スペシャル座談会”. 2020年4月10日閲覧。